# Heimbra acuticollis
Heimbra acuticollis is een vliesvleugelig insect uit de familie Eurytomidae. De wetenschappelijke naam is voor het eerst geldig gepubliceerd in 1909 door Cameron.